# Jérôme Thomas
Jérôme Cédric Thomas (San Quintín, 20 de enero de 1979) es un deportista francés que compitió en boxeo.
Participó en tres Juegos Olímpicos de Verano, entre los años 2000 y 2008, obteniendo dos medallas, bronce en Sídney 2000 y plata en Atenas 2004, ambas en el peso mosca.
Ganó dos medallas en el Campeonato Mundial de Boxeo Aficionado, oro en 2001 y plata en 2003, y dos medallas de bronce en el Campeonato Europeo de Boxeo Aficionado, en los años 2002 y 2006.

## Palmarés internacional
| Juegos Olímpicos   | Juegos Olímpicos      | Juegos Olímpicos  | Juegos Olímpicos |
| Año                | Lugar                 | Medalla           | Categoría        |
| ------------------ | --------------------- | ----------------- | ---------------- |
| 2000               | Sídney (Australia)    | Medalla de bronce | 51 kg            |
| 2004               | Atenas (Grecia)       | Medalla de plata  | 51 kg            |
| Campeonato Mundial |                       |                   |                  |
| Año                | Lugar                 | Medalla           | Categoría        |
| 2001               | Belfast (Reino Unido) | Medalla de oro    | 51 kg            |
| 2003               | Bangkok (Tailandia)   | Medalla de plata  | 51 kg            |
| Campeonato Europeo |                       |                   |                  |
| Año                | Lugar                 | Medalla           | Categoría        |
| 2002               | Perm (Rusia)          | Medalla de bronce | 51 kg            |
| 2006               | Plovdiv (Bulgaria)    | Medalla de bronce | 51 kg            |